# هنري لامار
هنري لامار (بالإنجليزية: Henry Lamar)‏ (26 يناير 1906 بأكسفورد في الولايات المتحدة - 28 سبتمبر 1985) هو ملاكم أمريكي.